# Vojtěch von Pernstein (1490–1534)

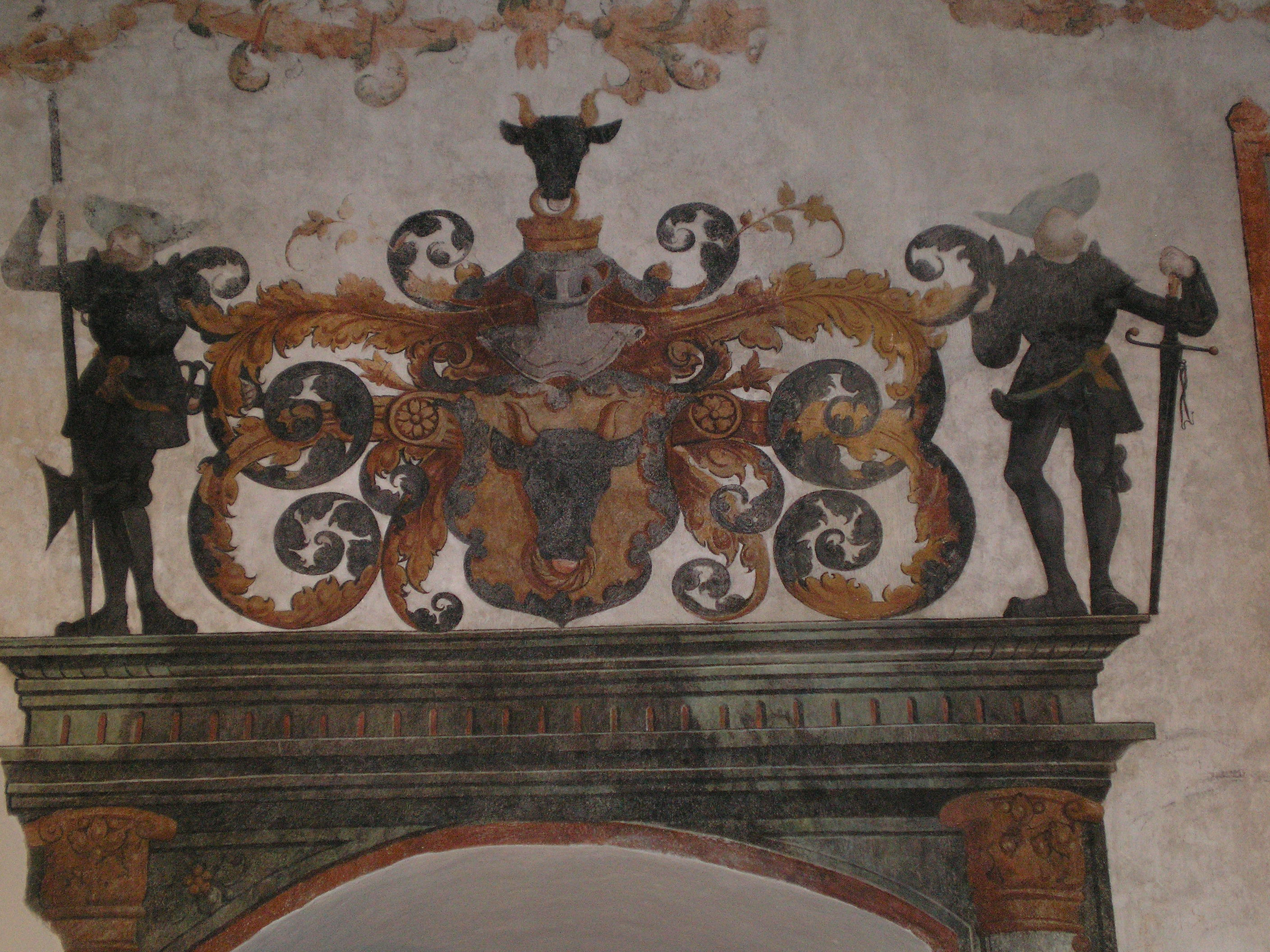
Wandschmuck im Schloss Pardubitz

Vojtěch von Pernstein (auch Adalbert von Pernstein; tschechisch Vojtěch z Pernštejna; * 4. April 1490 auf Schloss Moravský Krumlov; † 17. März 1534 in Prag) war ein böhmisch-mährischer Adliger. Von 1514 bis 1523 war er Obersthofmeister und ab 1526 Landeshauptmann von Böhmen. Er galt als einer der reichsten Magnaten Böhmens.

## Leben

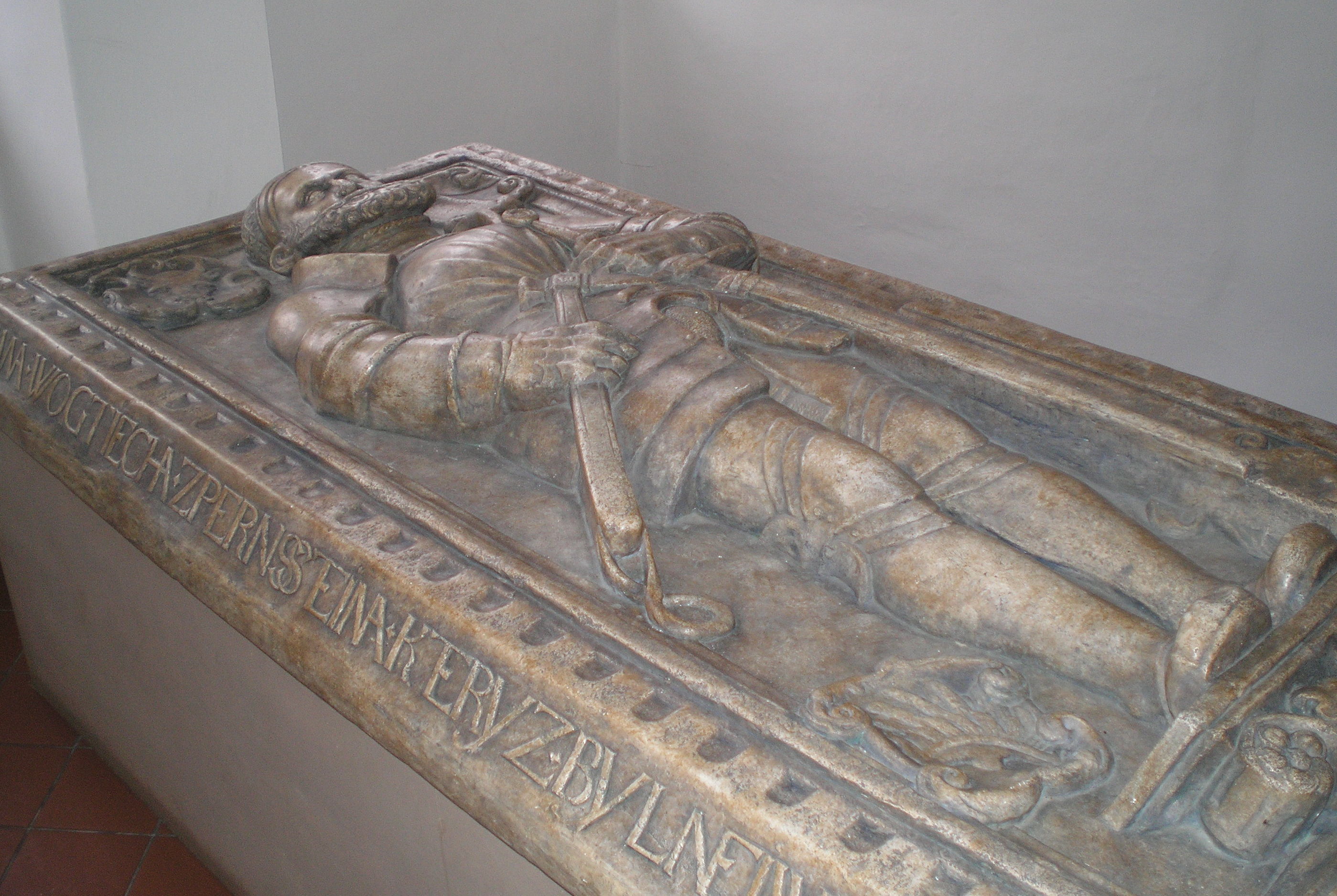
Grabmal in der St.-Bartholomäus-Kirche in Pardubitz

Vojtěchs Eltern waren Wilhelm II. von Pernstein und Johanna von Libitz (Johanka z Libic). Über seine Kindheit ist wenig bekannt. Im Alter von sieben Jahren wurde er 1497 auf dem Schloss Pardubice zusammen mit seinem älteren Bruder Johann vom böhmischen König Vladislav II., der sich auf der Durchreise von Prag nach Ungarn befand, zum Ritter geschlagen. 1507 wurde er mit Margarete von Postupitz vermählt, mit der er zunächst auf dem Schloss in Landskron residierte. Sein Bruder Johann heiratete im selben Jahr Johanna von Postupitz, eine Schwester von Vojtěchs Frau Margarete.
1514 übertrug ihm sein Vater mit Zustimmung des Königs das bis dahin von ihm selbst bekleidete Amt des Obersthofmeisters von Böhmen. Dagegen protestierten die böhmischen Stände, da ihre Zustimmung nicht eingeholt worden war und Vojtěch zudem erst 24 Jahre alt war und keine entsprechende Erfahrung vorzuweisen hatte. Sein Vater Wilhelm argumentierte dagegen, dass ihm dieses Amt 1490 auf die Dauer seines Lebens übertragen worden sei und er deshalb zumindest bis zu seinem Tod darüber frei verfügen könne. Nachdem Vojtěch nun ein hohes Amt bekleidete, dem das von ihm bewohnte Schloss in Landskron nicht entsprach und sein Vater andererseits weiterhin auf dem Schloss in Pardubitz residierte, übertrug er ihm das Schloss Hluboká, das er selbst 1490 von der Böhmischen Kammer erworben hatte. Ab 1515 führte Vojtěch deshalb die Titulatur „Vojtěch von Pernstein und Frauenberg“ (Vojtěch z Pernštejna a na Hluboké).
Nach dem Tod des Vaters 1521 erbte Vojtěch dessen böhmische Besitzungen, während sein einziger Bruder Johann den in Mähren gelegenen Besitz erhielt. Vojtěch übersiedelte nun auf das Schloss in Pardubitz, das er im Stil der Renaissance umbaute. Er titulierte nun als „Vojtěch von Pernstein und Pardubitz“ (Vojtěch z Pernštejna a na Pardubicích). Den von seinem Vater ererbten Besitz konnte er im selben Jahr um die benachbarte Herrschaft Chlumec erweitern, die er, obwohl mittlerweile in zweiter Ehe verheiratet, als Erbe seiner 1515 verstorbenen Frau von Wilhelm Kostka von Postupitz erhalten hatte. In Chlumec baute er die Feste zu einem Renaissance-Schloss um. Zusammen mit seinem Bruder Johann trat er bald nach dem Tod des Vaters zu den Utraquisten über. Möglicherweise deshalb verlor er 1523 das Amt des Obersthofmeisters, das der böhmische König Ludwig II. interimistisch dem Landeshauptmann Karl von Münsterberg übertrug. Allerdings bestätigte der König Vojtěch im selben Jahr mehrere verpfändete Gebiete in Ostböhmen, u. a. die Herrschaft Kunětická Hora zugleich mit der königlichen Versicherung, dass die jeweiligen Pfänder nur von den ursprünglichen Besitzern eingelöst werden können. Da es in diesen Fällen um ehemals kirchlichen Besitz Klosters Opatovice ging, das während der Hussitenkriege erloschen war, kam dieser Vorgang praktisch einer Übereignung gleich.
Obwohl Vojtěch das Amt des Obersthofmeisters verloren hatte, übte er bis zum Tod des Königs Ludwig II. 1526 einen politischen Einfluss aus. Deshalb galt er 1526 neben Karl von Münsterberg, Friedrich II. von Liegnitz und Zdeňek Lev von Rosental als möglicher Thronkandidat. Bei den schließlich aufgestellten ausländischen Kandidaten unterstützte er zunächst den Wittelsbacher Ludwig X., der jedoch von den Ständen abgelehnt wurde. Nach der Wahl des Habsburgers Ferdinand stellte er sich auf dessen Seite. Dieser ernannte Vojtěch noch 1526 zum Landeshauptmann von Böhmen.
1527 erwarb Vojtěch weitere Besitzungen in Ostböhmen, u. a. die große Herrschaft Nachod und Neustadt, das bis heute ein Juwel der von ihm errichteten Renaissancebauten darstellt. 1531 erwarb er das Pfand über die ebenfalls in Ostböhmen gehörende Herrschaft Kolín.
Vojtěch verfügte über einen ausgeprägten Kunstsinn. Die von ihm im Stil der Renaissance erbauten Schlösser ließ er entsprechend ausstatten und mit kostbaren Wandgemälden verzieren. Er starb im Alter von nur 44 Jahren in Prag. Sein Leichnam wurde in der St.-Bartholomäus-Kirche in Pardubitz in einer Tumba aus weißem Marmor beigesetzt. Da er keine männlichen Nachkommen hinterließ, erbte sein Bruder Johann Vojtěchs gesamten Besitz, wobei er Vojtěchs Töchtern Anteile auszahlen musste. Vojtěchs Witwe Johanna von Wartenberg erhielt als Wittum Neustadt an der Mettau, starb jedoch schon zwei Jahre später.

## Familie
1507 vermählte sich Vojtěch/Adalbert mit Margarete/Markéta von Kostka von Postupitz, die 1515 verstarb. Der Ehe entstammte der einzige Sohn Ludwig, der nach 1508 geboren wurde und 1526 verstarb.
In zweiter Ehe heiratete Vojtěch/Adalbert 1516 Johanna von Wartenberg (Johanka z Vartmberka († 1536)). Dieser Ehe entstammten die Töchter
- Bohunka (* um 1519) ⚭ 1534 Andreas Ungnad von Sonneck
- Anna (* um 1525) ⚭ 1540 Wilhelm von Sternberg (Vilém ze Šternberka)
- Veronika († 1529)